# Da quando sei mia
Da quando sei mia (Because You're Mine) è un film del 1952 diretto da Alexander Hall.